# Magda Stanny
Magda Stanny (ur. 14 marca 1993 r.) – polska kanadyjkarka, siedmiokrotna mistrzyni Polski. Była studentką Wyższej Szkoły – Edukacji w Sporcie w Warszawie.

## Wyniki
Wyniki finałów igrzysk olimpijskich i europejskich oraz mistrzostw świata i Europy.
| Rok  | Zawody               | Miejscowość      | Konkurencja | Czas      | Pozycja |
| ---- | -------------------- | ---------------- | ----------- | --------- | ------- |
| 2016 | Mistrzostwa Europy   | Moskwa           | C-2 500 m   | 2:09,536  | 6.      |
| 2017 | Mistrzostwa Europy   | Płowdiw          | C-2 500 m   | 2:11,08   | 8.      |
| 2018 | Mistrzostwa Europy   | Belgrad          | C-1 5000 m  | 28:34,010 | 7.      |
| 2018 | Mistrzostwa Europy   | Belgrad          | C-2 500 m   | 2:02,777  | 8.      |
| 2018 | Mistrzostwa świata   | Montemor-o-Velho | C-1 500 m   | 2:22,118  | 7.      |
| 2019 | Igrzyska europejskie | Mińsk            | C-2 500 m   | 2:15,997  | 6.      |
| 2019 | Mistrzostwa świata   | Segedyn          | C-1 500 m   | 2:08,848  | 6.      |
| 2019 | Mistrzostwa świata   | Segedyn          | C-1 5000 m  | 28:21,234 | 12.     |